# Hegyszoros
Hegyszoros (szlovénül: Sotina) falu  a Muravidéken, Szlovéniában.  Közigazgatásilag Szarvaslakhoz tartozik.

## Fekvése
Muraszombattól 32 km-re, Felsőlendvától 5 km-re északnyugatra a Vendvidéki-dombság a Goričko területén az osztrák határ mellett a Lendva partján fekszik.

## Története
A falu a középkorban Dobrafölde része volt, amit a 13. század elejéig a szentgotthárdi ciszterek birtokoltak. A dobrai uradalom tartozéka volt. 1387-ben Luxemburgi Zsigmond méltányolva Széchy Miklós közel 45 évi közszolgálata alatt szerzett érdemeit, Dobra várát és uradalmát neki adományozta. A falvak felsorolásában Hegyszoros ekkor még "Ztoykwlge" azaz Sztojkvölgye néven szerepel. Később a felsőlendvai uradalomhoz csatolták.
A Széchy család fiágának kihalása után 1685-ban Felsőlendva új birtokosa Nádasdy Ferenc, Széchy Katalin férje lett. Ezután az uradalommal együtt egészen a 19. század második feléig a Nádasdyaké.
A térképeken Szotina, ill. Szottina néven szerepelt, s névmagyarosítás útján adták a Hegyszoros nevet neki, mivel a terület a stájer határt jelentő tótsági hegyvidék (ún. Vandál Hegyek) területén feküdt, természetesen ezek a hegyek nem emelkednek 300-400 m fölé.
Vályi András szerint " SZOTINA. Tót falu Vas Várm. földes Ura Gr. Nádasdy Uraság, lakosai katolikusok, fekszik Sz. Györgyhöz közel, és annak filiája; határja sovány."
Fényes Elek szerint " Szotina, vindus falu, Vas vármegyében, a lendvai uradalomban, 212 kath., 134 evang. lak. Ut. p. Radkersburg."
Vas vármegye monográfiája szerint " Hegyszoros. Házszám 106, lélekszám 593. A lakosok vendek és németek. Vallásuk r. kath. és ág. ev. Postája Szarvaslak, távírója Muraszombat. Határában vezetik el a tervezett gyanafalva-muraszombati vasútat. Házai szétszórtan fekszenek."
Fényes Elek 1836. évi adatai szerint a falunak 258 katolikus és 135 evangélikus lakója van. A falu lakosai ma is ehhez a két felekezethez tartoznak.
1910-ben  620, többségben szlovén lakosa volt, jelentős német kisebbséggel. A trianoni békeszerződésig Vas vármegye Muraszombati járásához tartozott.
1919-ben a környéken állomásozó katonai egységek átálltak a Vendvidéki Köztársaság Munkás-, Földmíves- és Katonatanács mellé, így a falu is a nemzetközi elismerés nélkül létező állam része lett. A köztársaság bukása után rövidesen horvát és szerb egységek vették birtokba, s a Szerb–Horvát–Szlovén Királysághoz (1929-től Jugoszlávia) került a trianoni békeszerződés értelmében.
1941-ben német és magyar csapatok közösen vették birtokba. 1945-ben szovjet csapatok és jugoszláv titoista partizánok kiszorították a magyar és német erőket, így a falu újból Jugoszlávia része lett. 1991 óta a független Szlovén Köztársaság települései.
1991-ben, Szlovénia függetlenségének kimondása óta Szlovénia része.
Az Északnyugat-Muravidék egyik népes településének számít, 2002-ben 394-en lakták, bár a mostani időben csökkenő tendencia jellemzi a népességet. Az 1991-es adatok szerint 478 lakója volt a falunak.

## Nevezetességei
Szent Cirill és Metód tiszteletére szentelt kápolnája.